# أنابيل (دمية)

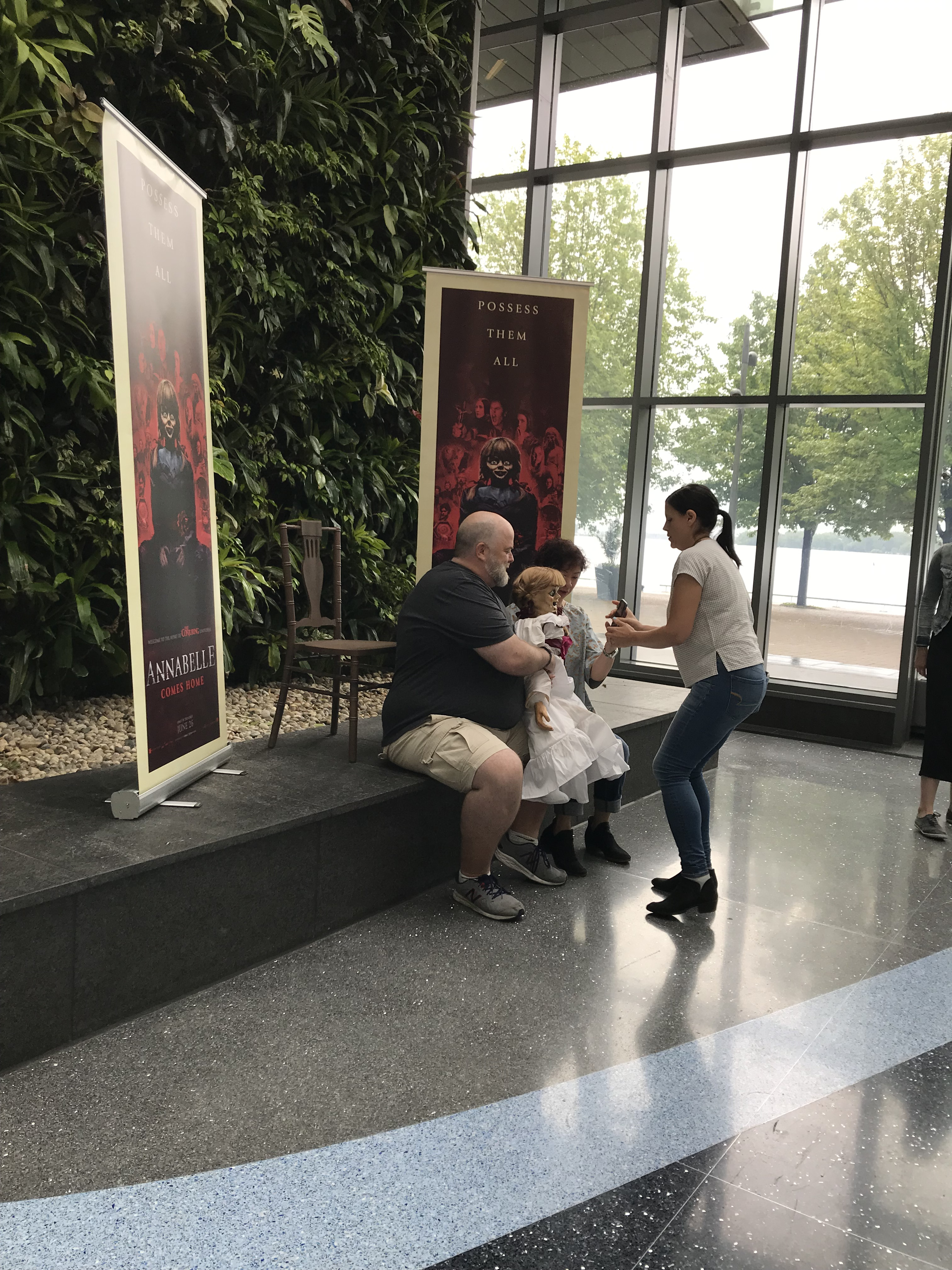
دمية أنابيل من فيلم "Annabelle Comes Homes" لعام 2019.

في عام 2016، أنتج فيلم «أنابيل» Annabel المقتبس عن فيلم الشعوذة "The conjoring"، وتدور أحداث الفيلم حول رجل يقرر العثور على هدية مميزة لزوجته الحامل، وهي عبارة عن عروسة قديمة ونادرة ترتدي فستانًا ناصع البياض. لكن انجذاب زوجته لهذه العروسة لم يدم طويلا، ففي ليلة رهيبة يحتل بيتهما مجموعة من عبدة الشيطان الذين اعتدوا بعنف عليهما. وهو ليس آخر شيء يفعله هؤلاء؛ حيث يقومون باستحضار إحدى الأرواح الشريرة التي لا تُقهر وهي (أنابيل).

## الخلفية
أنابيل هي دمية من القماش سجلت بأنها مسكونة، ووفقًا لإد ولورين وارين، المحققين وخبراء الشياطين الموصوفين ذاتيًا، تم منح الدمية للطالبة ممرضة عام 1968. يقولون إن الدمية تصرفت بشكل غريب، وأن وسيطًا نفسانيًا أخبر الطالبة بأن الدمية كانت مسكونة بروح فتاة ميتة تسمى «أنابيل». يقولون إن الطالبة وزميلتها في الغرفة حاولا قبول والاهتمام بالدمية التي تملكها الروح، ولكن قيل إن الدمية أبدت سلوكًا خبيثًا ومخيفًا. في هذه المرحلة، قال وارينز إنهم تم الاتصال بهم أولاً، وقاموا بنقل الدمية إلى متحفهم بعد أن أعلنوا أنها «مملوكة بشكل شرير». يتم حفظ الدمية في صندوق زجاجي في متحف وارينز في كونيتيكت. تم وصف الدمية في سيرة جيرالد بريل لعام 2002 لإد ولورين وارن، عالم الشياطين.
يقول جوزيف لاكوك، أستاذ الدراسات الدينية بجامعة ولاية تكساس، إن معظم المتشككين يرفضون متحف وارنز باعتباره «ممتلئًا الخرافات والهالوين والألعاب الأطفال، والكتب التي يمكنك شراؤها من أي مكتبة». يصف لايكوك أسطورة أنابيل بأنها «حالة مثيرة للاهتمام في العلاقة بين ثقافة البوب والفولكلور الخوارق»، ويتوقع أن الدمية الشيطانية التي شاعتها أفلام مثل تشاكي، دوللي ديريست، و كونجورينج ظهرت على الأرجح من الأساطير المبكرة المحيطة لروبرت ذا دول إلى جانب فيلم Twilight Zone 5 الحلقة 6 الذي يحمل عنوان "Living Doll" (والذي تُسمى فيه شخصية الأم بالصدفة Annabelle)، التي صدرت قبل 5 سنوات من قصة وارينز. يقترح لايكوك أن «فكرة الدمى التي تملكها شياطين تسمح لعلماء الشياطين المعاصرين بالعثور على شر خارق في أكثر الأماكن المنزلية شراً».